# Nhánh Chilia

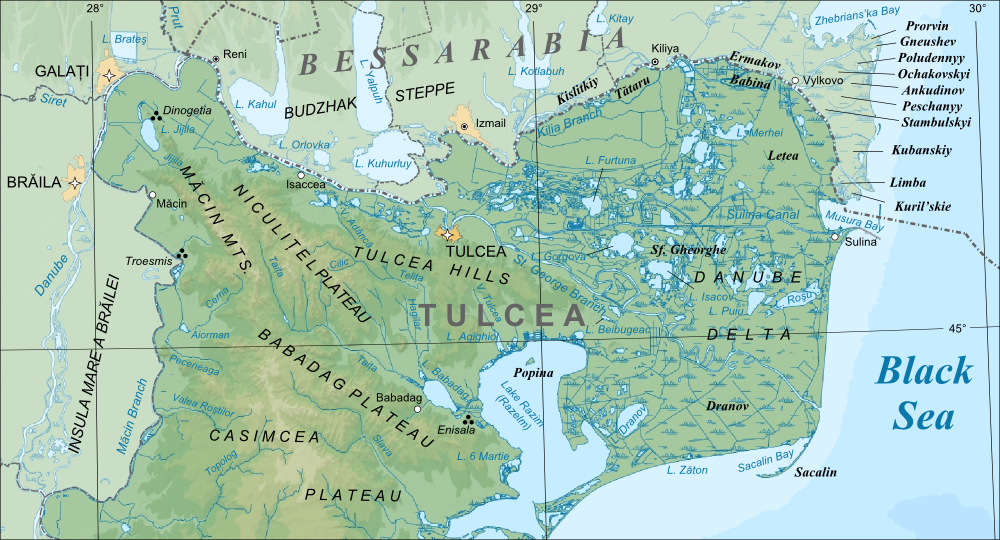
Bản đồ châu thổ sông Danube, thể hiện các phân lưu

Nhánh Chilia (tiếng Romania: Brațul Chilia); hay Kiliia (tiếng Ukraina: Кілійське гирло, đã Latinh hoá: Kiliiske hyrlo) là một trong ba phân lưu chính của sông Danube, góp phần hình thành châu thổ sông Danube. Một phần vùng cửa sông thuộc khhu dự trữ sinh quyển Danube.

## Từ nguyên
Một trong những cửa của sông Danube được người Hy Lạp gọi là Lykostomon (cửa sói), và thành phố được xây dựng tại cửa này được gọi là Achilleus, cuối cùng được đổi thành Kiliia. Kiliia (từ Chilia trong tiếng Romania) có nghĩa là tế bào hoặc tủ bếp. Dimitrie Cantemir của Moldavia từng chỉ ra rằng thành phố Kiliia trong thời cổ đại còn được gọi là Lykostom. Sử gia Ba Lan Stanisław Sarnicki (1532-1597) tuyên bố rằng pháo đài Tomi cổ xưa nằm ở địa điểm Kiliia vào thời của ông.
Nhánh sông này nằm tại khu vực viễn bắc của châu thổ, là biên giới tự nhiên giữa Romania và Ukraina, và có cùng nguồn gốc tên gọi với hai đô thị nằm hai bên bờ sông: Kiliia ven bờ bắc thuộc Ukrainia và Chilia Veche (Chilia cũ) ven bờ nam thuộc Romania.

## Đặc điểm

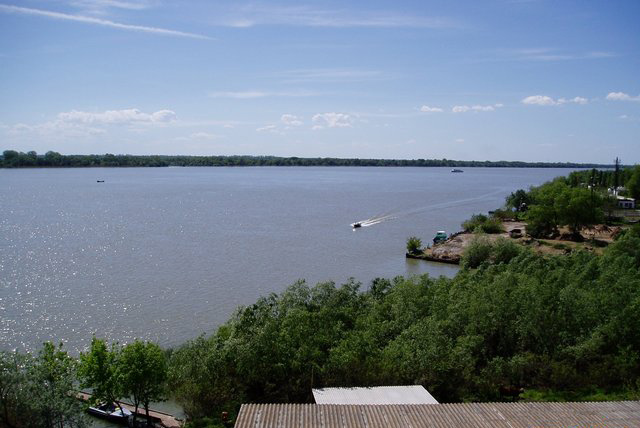
Nhánh Chilia chảy gần Vylkove

Nhánh Chilia bắt đầu tại mũi Ismail Chatal, là nơi Danube tách thành nhánh Chilia và nhánh Sulina, cách cửa sông 80 km nếu theo nhánh Sulina. Nhánh Chilia chảy vào Biển Đen ở phía đông nam của thành phố Vylkove.
Chiều dài của nhánh là 116 km, chiều rộng lên đến 1,2 km. Tàu thuyền có thể qua lại trên nhánh này. Ở phần dưới, nhánh Chilia lại phân nhánh thành nhiều dòng như nhánh Ochakiv (hướng đông) và nhánh Istambul cũ (hướng nam). Lũ xuất hiện vào mùa xuân và sau những trận mưa lớn vào mùa hè. Có thể quan sát thấy gió giật trên mặt nước từ biển thổi vào. Các cửa sông được làm kè, có một số đảo. Lưu lượng dòng chảy Danube tại cửa vào đồng bằng là 6.350 m3/s, nhánh Chilia chiếm 58-60% lưu lượng này.
Các cảng chính trên nhánh sông Kiliia: Izmail, Kiliia, Vylkove.

## Giao thông
Thông qua nhánh Ochakiv, cửa sông Prorva và cửa sông Ochakiv, là phần chỉ chảy qua lãnh thổ Ukraine (18 km), vùng cửa sông Chilia có khả năng tiếp cận được với tàu biển có mớn nước lên đến 5 m trong các thập niên tới.
Phần ven biển của châu thổ cửa sông Chilia có hải cảng thương mại Ust-Danube, với độ sâu vùng nước và kênh tiếp cận lên đến 10 m. Cảng được kết nối với sông Danube thông qua một kênh kỹ thuật cách cửa Prorva 3 km. Sau khi cửa Prorva bị bồi lấp vào năm 1997, Ukraina không còn tuyến nước sâu nối sông Danube với biển Đen. Về vấn đề này, Chính phủ Ukraina năm 2003 đưa ra quyết định liên quan đến việc xây dựng kênh vận chuyển thông qua cửa Bystre theo nhánh Istambul cũ của nhánh Chilia.

## Lịch sử
Dọc theo nhánh Chilia có pháo đài thời Ottoman ở thành phố Izmail của Ukraina. Sự kiện Izmail thất thủ vào năm 1789 dẫn đến việc người Ottoman mất quyền kiểm soát hoàn toàn đối với các bờ biển phía bắc biển Đen (ngày nay là miền Nam Ukraina), cùng với đó là sự bành trướng của Đế quốc Nga đến khu vực này, hai thế lực này sau đó tiếp tục của các cuộc tranh giành.